# Lingua udege
L'udege (anche denominata ude, udihe, udeghe o udehe) è una lingua della famiglia linguistica tungusa, parlata dagli Udege.
Al censimento sovietico del 2010, solo un centinaio dei circa 1500 udege dichiararono di parlare la lingua.

## Vocabolario
L'Udege contiene una varietà di prestiti linguistici dal nanai, una lingua correlata, che hanno soppiantato gli antichi vocaboli Udege, come ad esempio:
- [banixe] (grazie), dal Nanai [banixa], anziché l'Udege [usasa]
- [dœlbo] (lavoro), dal Nanai [dœbo], anziché l'Udege [etete]
- [daŋsa] (libro) dal Nanai [daŋsa], a sua volta un prestito dal Cinese 檔子 (Pinyin: dāngzi), che oggi significa "archivio, incartamento"

In generale, un elevato grado di reciproca assimilazione delle due lingue è stato osservato nella regione di Bikin. L'Udege ha anche esercitato un'influenza sulla fonologia dei dialetti Nanai di Bikin, includendo la trasformazione dei dittonghi in monosillabe, la denasalizzazione delle vocali nasali, eliminazione delle vocali finali, epentesi onde evitare che vi siano parole con consonanti finali e l'eliminazione dell'intervocalico [w].

## Fonologia
Le tavole seguenti mostrano il sistema consonantico e vocalico dell'udege.

### Consonanti
|                  | Bilabiale | Dentale | Laterale | Palatale | Velare | Glottale |
| ---------------- | --------- | ------- | -------- | -------- | ------ | -------- |
| Occlusiva sonora | b         | d       |          |          | g      | ʔ        |
| Occlusiva sorda  | p         | t       |          |          | k      |          |
| Fricative sonore |           |         |          |          |        | h        |
| Fricativa sorda  | (f)       | s       |          |          |        |          |
| Affricata        |           | ʦ ʣ     |          |          |        |          |
| Nasale           | m         | n       |          |          | ŋ      |          |
| Liquida          |           | r       | l        |          |        |          |
| Semiconsonante   | w         |         |          | j        |        |          |

### Vocali
|        | Anteriore | Centrale | Posteriore |
| ------ | --------- | -------- | ---------- |
| Chiusa | i y       |          | u          |
| Media  | e ø       | ə        | o          |
| Aperta | æ         |          | ɑ          |